# Административное наказание
Административное наказание или Административное взыскание — мера административной ответственности за совершение административного правонарушения.
Наказание за преступление или проступок налагается только судом, общим или административным, по общему, везде признаваемому правилу в развитых государствах и странах. На конец XIX столетия допускались административные взыскания и наказания без суда, налагаемые администрацией по дискреционной, предоставляемой ей власти в следующих трех областях деятельности:
- в службе государственной, гражданской и военной существовали дисциплинарные наказания, предоставляемые законом в известных случаях власти начальника относительно подчиненных;
- в делах печати, администрации чинить взыскания, в даче повременным изданиям предостережений, воспрещении отдельных номеров, недопущении к выпуску из типографии повременного издания, книг и так далее;
- в области полиции исполнительной.[1]

На начало XX столетия административные наказания и взыскания, налагались административной властью без судебного решения.

## Административные наказания в России

### Виды административного наказания
В КоАП России ч. 1 ст. 3.2. «Виды административных наказаний» содержится исчерпывающий перечень административных наказаний:
1. Предупреждение — выносится в письменной форме и выражается в официальном порицании физического или юридического лица (устное предупреждение не является наказанием и является только рекомендацией);
2. Административный штраф — денежное взыскание в определённых размерах в пользу государства;
3. Конфискация орудия совершения или предмета правонарушения — принудительное безвозмездное обращение в федеральную собственность или собственность субъекта РФ не изъятых из оборота вещей. Назначается судьей;
4. Лишение специального права — лишение физического лица ранее предоставленного ему специального права (охоты, управления транспортным средством, маломерным судном);
5. Административный арест — содержание нарушителя в условиях изоляции от общества (применяется лишь в исключительных случаях и на срок до 15 суток, а за нарушение режима контртеррористической операции до 30 суток, назначается судьёй);
6. Административное выдворение за пределы РФ лиц без гражданства и иностранных граждан;
7. Дисквалификация — лишение права занимать определенные должности в органах юридических лиц;
8. Административное приостановление деятельности — временное прекращение деятельности юридического лица или индивидуального предпринимателя, устанавливается на срок до 90 суток. Важно не путать этот пункт с приостановлением деятельности как меры производства (до 5 суток);
9. Обязательные работы заключаются в выполнении физическим лицом, совершившим административное правонарушение, в свободное от основной работы, службы или учебы время бесплатных общественно полезных работ;
10. Административный запрет на посещение мест проведения официальных спортивных соревнований в дни их проведения.